# Palawanbaardzwijn
Het palawanbaardzwijn (Sus ahoenobarbus) is een varken dat voorkomt op de eilanden Palawan, Balabac en de Calamianeilanden in de zuidwestelijke Filipijnen. Deze soort lijkt sterk op het baardzwijn (Sus barbatus) uit Indonesië, maar is veel kleiner. Genetisch lijkt hij ook meer op het Filipijnse visayawrattenzwijn (Sus cebifrons).
Er is weinig bekend over de beschermingsstatus van deze soort, maar het palawanbaardzwijn is waarschijnlijk bedreigd door de jacht en door verlies van habitat.